# ليون فيسر
ليون فيسر (بالألمانية: Leon Fesser)‏ هو لاعب كرة قدم ألماني في مركز الدفاع، ولد في 1 سبتمبر 1994 في دارمشتات في ألمانيا. لعب مع بايرن ميونخ.

## وصلات خارجية
- ليون فيسر على موقع قاعدة بيانات كرة القدم.إي يو (الإنجليزية)
- ليون فيسر على موقع Soccerway.com (الإنجليزية)
- ليون فيسر على موقع عالم كرة القدم.نت (الإنجليزية)